# Nový Salaš
Nový Salaš este o comună slovacă, aflată în districtul Košice-okolie din regiunea Košice. Localitatea se află la altitudinea de 360 m deasupra n.m., se întinde pe o suprafață de 11,02 km2 și în 2017 număra 229 de locuitori.

## Istoric
Localitatea Nový Salaš este atestată documentar din 1330.

## Demografie
| An:                | 1994 | 2004    | 2014   | 2024    |
| ------------------ | ---- | ------- | ------ | ------- |
| Număr de persoane: | 222  | 197     | 210    | 256     |
| Diferență:         |      | −11,26% | +6,59% | +21,90% |

| An:                | 2023 | 2024   |
| ------------------ | ---- | ------ |
| Număr de persoane: | 246  | 256    |
| Diferență:         |      | +4,06% |